# فرودگاه ایالو
فرودگاه ایالو (به انگلیسی: Geilo Airport, Dagali) (به زبان بومی: Geilo lufthavn, Dagali) یک فرودگاه خصوصی مسافربری با کد یاتا DLD است که یک باند فرود آسفالت دارد و طول باند آن ۱۸۰۰ متر است. این فرودگاه در کشور نروژ قرار دارد و در ارتفاع ۷۹۸ متری از سطح دریا واقع شده‌است.